# 28-я зенитная ракетная бригада
28-я зенитная ракетная бригада (сокр. 28 зрбр, в/ч 71316) — зенитное ракетное соединение ПВО Сухопутных войск Российской Федерации. Бригада дислоцируется в посёлке Мирный Кировской области. Соединение находится в составе Центрального военного округа.

## История
На основании Директивы первого заместителя министра обороны Российской Федерации от 24 апреля 1993 года № 314/1/0490 в июле 1993 года в посёлке Первомайский Оренбургской области началось формирование 28-й зенитной ракетной бригады на зенитных ракетных комплексах С-300В. Первым командиром бригады был назначен полковник А. П. Демченко. 26 октября 1993 года бригада была сформирована, включена в состав войск противовоздушной обороны Приволжского военного округа и зачислена на все виды довольствия.
Костяк офицерского состава составили офицеры расформированной 381-й зенитной ракетной бригады Туркестанского военного округа, а также выпускники академий и Оренбургского высшего зенитного ракетного командного училища, офицеры частей и соединений противовоздушной обороны Приволжского военного округа и других военных округов.
С апреля 1994 года по август 1994 года бригада находилась на переобучении в 106-м учебном центре войск противовоздушной обороны Сухопутных войск в городе Оренбург.
В сентябре 1994 года личные составы 73-го и 104-го отдельных зенитных ракетных дивизионов убыли в 167-й учебный центр боевого применения для получения новой боевой техники и проведения стыковочных работ.
В декабре 1994 года техника была доставлена в пункт постоянной дислокации, и бригада приступила к выполнению плановых мероприятий боевой подготовки.
В период с 20 августа 1996 года по 20 сентября 1996 года бригада находилась в 167-м учебном центре боевого применения для проведения стыковочных и плановых стрельб.
С 14 февраля по 1 июля 2000 года для действий в Северо-Кавказском регионе на базе бригады были сформированы, прошли подготовку и отправлены к месту назначения: военная комендатура Старопромысловского района г. Грозного Чеченской Республики; 976-я комендантская рота Старопромысловского района г. Грозного Чеченской Республики.
С 1 сентября 2001 года бригада вошла в состав объединённого Приволжско-Уральского военного округа.
С 12 августа 2002 года по 12 октября 2002 года с бригадой проводились тактические учения с боевой стрельбой на полигоне Ашулук. По итогам учений бригада оценена на оценку «хорошо».
В 2004 году по результатам тактических учений с боевой стрельбой, которые проводились в период с 24 сентября по 10 октября на полигоне Ашулук, бригада также оценена на оценку «хорошо».
В период с 1 июля по 17 сентября 2006 года и в августе 2010 года с бригадой проводились тактические учения с боевой стрельбой в 167-м учебном центре боевого применения войск ПВО на полигоне Капустин Яр. По итогам учений бригада получила оценку «хорошо».
На основании приказа начальника штаба Приволжко-Уральского военного округа от 01 ноября 2010 года части и подразделения бригады в течение декабря 2010 года выполнили мероприятия по передислокации в базовый военный городок г. Чебаркуль Челябинской области, а с 11 января 2011 г. приступили к занятиям по боевой подготовке. С августа по сентябрь 2011 года бригада принимала участие в учениях «Центр-2011» на полигоне Ашулук, где по итогам учений оценена на оценку «хорошо».
В феврале 2012 года, сентябре 2013 года, августе 2014 года и апреле 2015 года с бригадой проводились тактические учения с боевой стрельбой в 167-м учебном центре боевого применения войск ПВО, где по результатам боевых пусков бригада получила оценку «отлично».
В июне — июле 2015 года бригада выполняла боевую задачу по охране воздушных рубежей города Казани при проведении чемпионата мира по водным видам спорта. В период с августа по сентябрь 2015 года бригада принимала участие в учениях «Центр-2015» и по итогам учений была оценена на «хорошо».
Летом 2016 года бригада была передислоцирована в пгт. Мирный Кировской области и уже 1 декабря заступила на боевое дежурство.
В мае — июле 2017 года бригада выполняла боевую задачу по охране воздушных рубежей города Казани при проведении Кубка конфедераций. В июле — августе 2017 года бригада принимала участие в тактических учениях, где была оценена на «хорошо».

## Командиры
Командиры 28 зенитной ракетной бригады:
- полковник Демченко А. П (1993—1996),
- полковник Вороных С. И. (1996—2005),
- полковник Новиков Б. А. (2005—2009),
- полковник Килеев Д. А. (2009—2012),
- полковник Зайко В. М. (2012—2023),
- полковник Пестов А. А (2023 по н. в.).